# 9374 Sundre
9374 Sundre (1993 FJ46) là một tiểu hành tinh vành đai chính.